# 真理标准大讨论

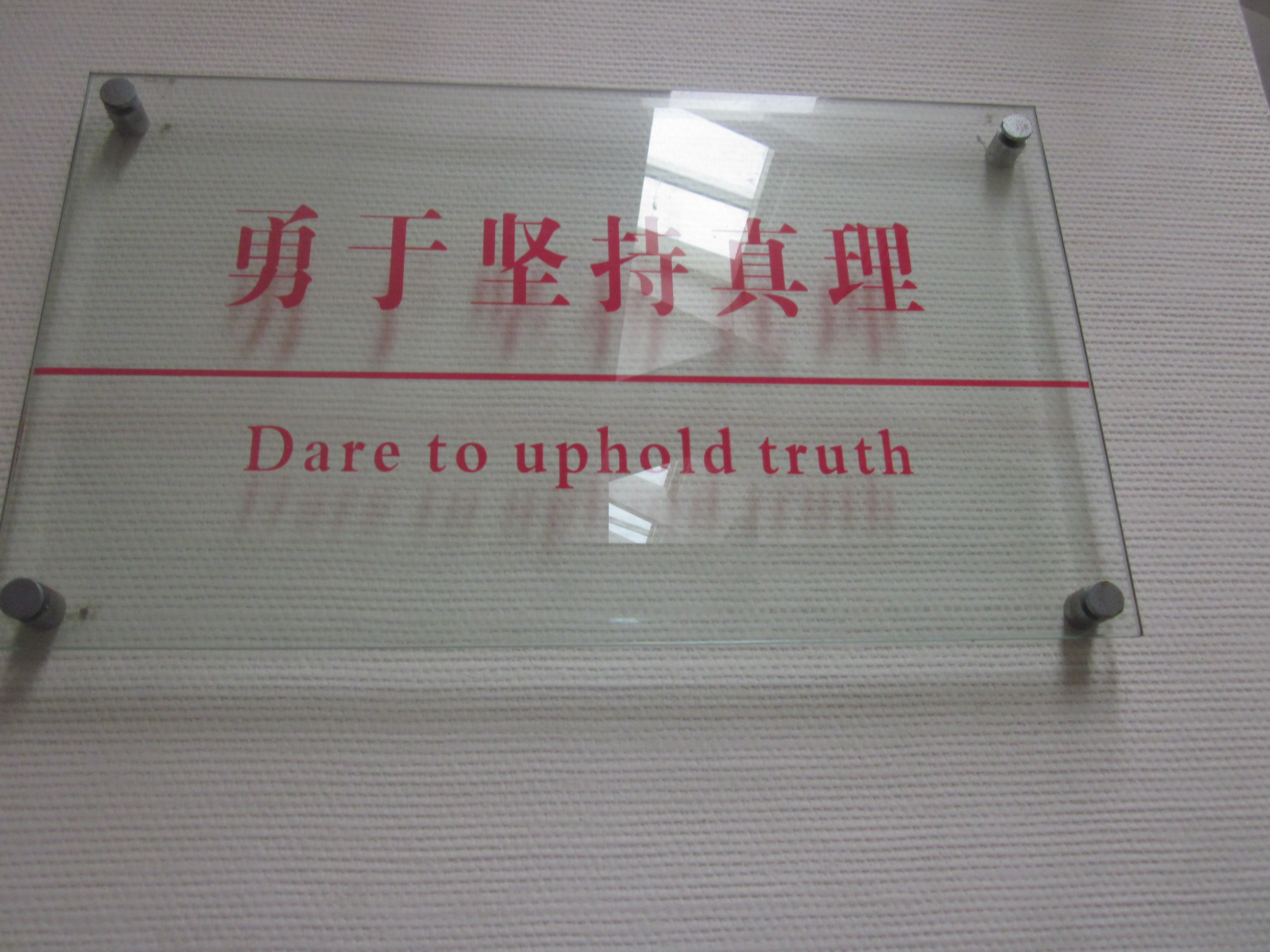
胡耀邦故居内的标语

真理标准大讨论，又称真理标准问题大讨论，是1978年发生在中国大陆的“实践是检验真理的唯一标准”和“两个凡是”两种执政指导思想的讨论。期间以邓小平为领导的“求是派”和以华国锋为领导的“凡是派”展开了激烈辩论，也是以经济建设为主的改革开放路线和以阶级斗争为主的文化大革命路线之间的较量。真理标准大讨论由《实践是检验真理的唯一标准》一文的发表而引发，造就了一场全社会的思想解放运动，成为“新启蒙运动”的起点，这场大讨论也是邓小平、胡耀邦等人主导的“拨乱反正”的重要部分。

## 历史沿革

### 历史背景
1976年10月，文化大革命结束后，许多人开始要求平反冤假错案、纠正文化大革命的错误，但是华国锋等人坚持“两个凡是”，延续了毛泽东时代的路线。1977年7月，邓小平在中国共产党第十届中央委员会上第三次复出政坛，同年9月在与教育部负责人谈话时首次提出要进行“拨乱反正”。

### 社会大讨论

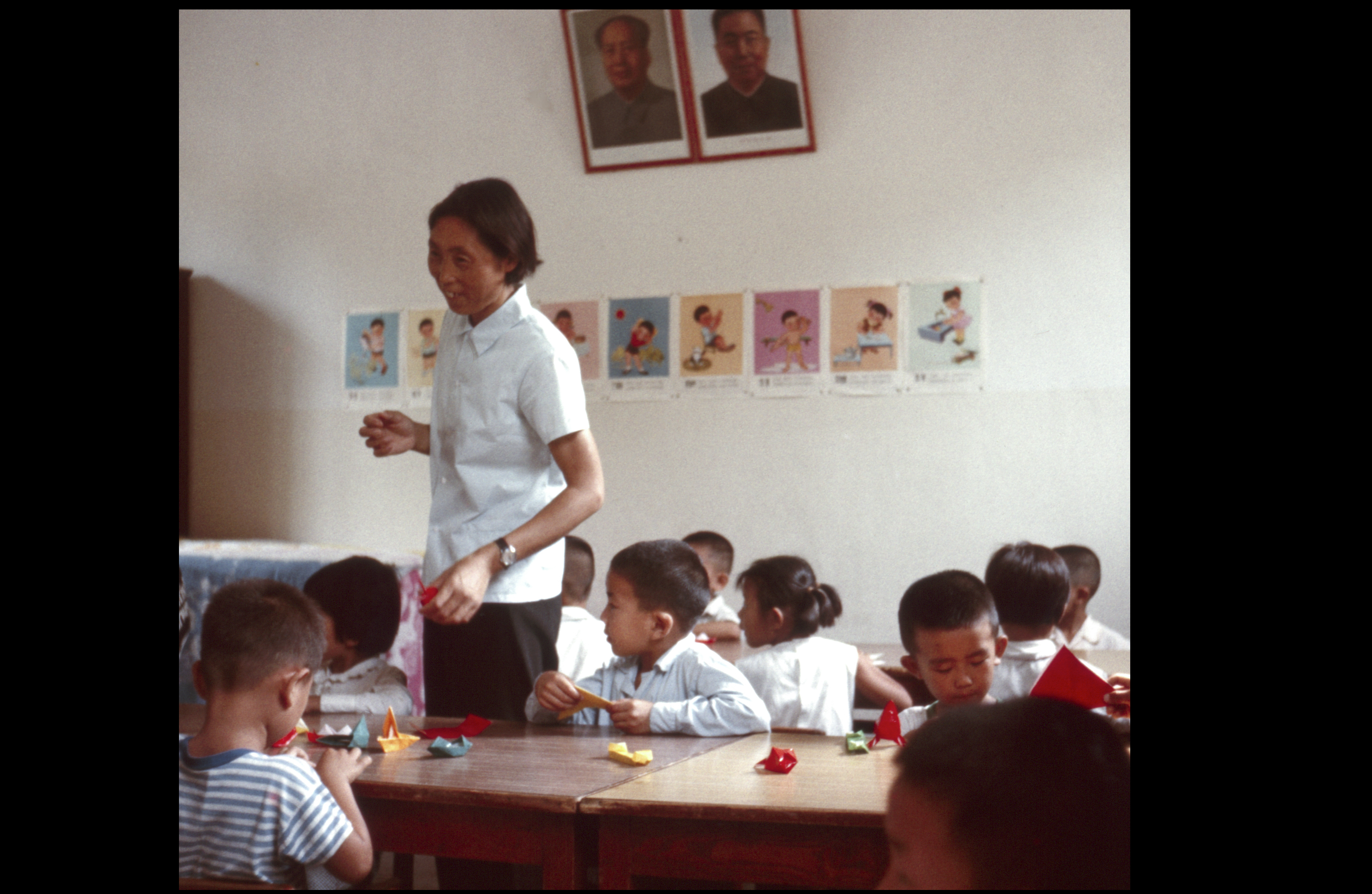
1978年8月，中国大陆一所幼儿园内墙上同时挂着毛泽东和华国锋的像

1978年5月10日，中共中央党校内部刊物《理论动态》第60期刊登了《实践是检验真理的唯一标准》一文，该文由南京大学教授胡福明撰写、经胡耀邦审定。5月11日，《光明日报》公开发表了这篇文章，署名是“本报特约评论员”，同日，新华社即将这篇文章作为“国内新闻”头条转发全国。5月12日，《人民日报》和《解放军报》以及不少省级党报全文转载了这篇文章，而到了5月13日，全国多数省级党报都转载了此文。这篇文章认为，实践不仅是检验真理的标准，而且是“唯一标准”。这篇文章的发表，在全国引起强烈的反响，由此引发了一场大讨论。 5月19日，邓小平在接见文化部核心领导小组负责人时即表示：“文章符合马克思列宁主义嘛，扳不倒嘛！”
同年6月2日，邓小平在全军政治工作会议上谈到，“我们一定要肃清林彪、‘四人帮’的流毒，拨乱反正，打破精神枷锁，使我们的思想来个大解放，这确实是一个十分严重的任务。” 邓小平提出要完整准确地对待毛泽东思想，支持关于真理标准问题的讨论，而该讨论也获得了叶剑英、李先念、陈云等中共元老的支持。陈云等人表示支持“实践是检验真理的唯一标准”的观点。此后，以邓小平、胡耀邦为代表的“求是派”与以华国锋、汪东兴为代表的“凡是派”展开了激烈交锋。同时期，北京民间的“西单民主墙”运动萌芽，支持“求是派”，要求民主和自由，此后衍生出“北京之春”民主运动。
1978年8月，辽宁省委第一书记任仲夷发表《理论上根本的拨乱反正》，批判“两个凡是”。任仲夷提出，如果按照两个凡是，那等於文化大革命和“批邓、反击右倾翻案風”都要维护。他對此表示質疑，並提出「凡是实践证明是正确的，就要坚持，凡是实践证明是错误的，就要纠正。」 另一方面，在1978年11月10日至12月15日举行的中央工作会议上，会议简报刊登了吴冷西（毛泽东著作编辑出版委员会办公室副主任兼党委副书记）的文章，他認為《实践是检验真理的唯一标准》理论上是错误的，是要砍倒毛泽东思想这面红旗。

### 讨论结果

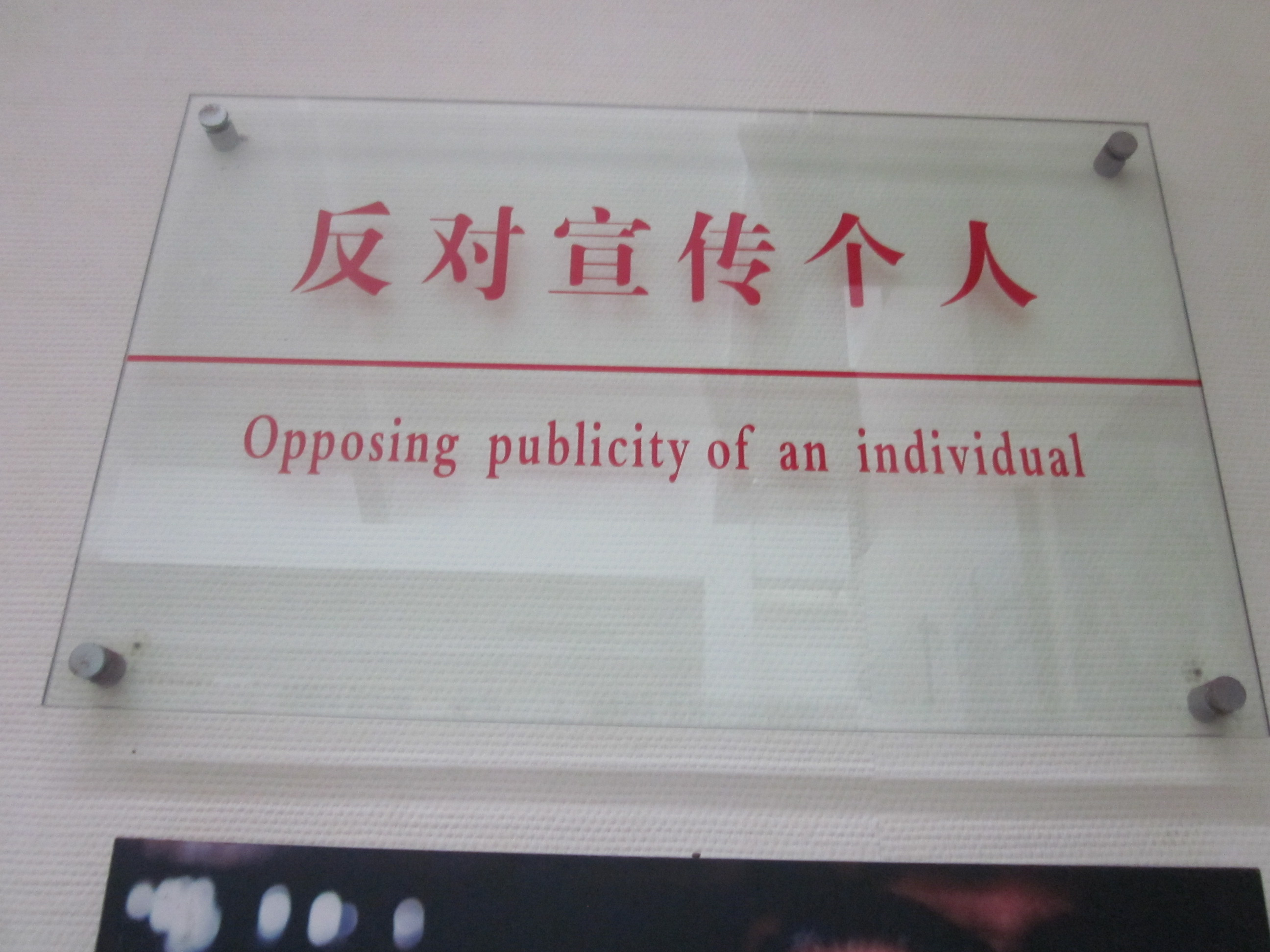
胡耀邦故居内的标语

关于真理标准的讨论打破了长期以来社会上盲目的“毛泽东崇拜”、思想僵化以及各类教条主义，形成了一场广泛而深刻的思想解放运动。1978年12月13日，邓小平在中共中央工作会议闭幕会上，发表了题为《解放思想，实事求是，团结一致向前看》的讲话，强调“实践是检验真理的唯一标准”，否定了“两个凡是”的观点，认为：
目前进行的关于实践是检验真理的唯一标准问题的讨论，实际上也是要不要解放思想的争论。大家认为进行这个争论很有必要，意义很大。从争论的情况来看，越看越重要。一个党，一个国家，一个民族，如果一切从本本出发，思想僵化，迷信盛行，那它就不能前进，它的生机就停止了，就要亡党亡国。这是毛泽东同志在整风运动中反复讲过的。只有解放思想，坚持实事求是，一切从实际出发，理论联系实际，我们的社会主义现代化建设才能顺利进行，我们党的马列主义、毛泽东思想的理论也才能顺利发展。从这个意义上说，关于真理标准问题的争论，的确是个思想路线问题，是个政治问题，是个关系到党和国家的前途和命运的问题。
这次讲话成为中华人民共和国历史上思想解放的一个重要标志。随后在12月18日至22日召开的中共十一届三中全会上，“求是派”压倒“凡是派”，邓小平确认领导地位，取代华国锋成为中华人民共和国实际上的最高领导人。

## 后续影响
1979年3月，邓小平在理论务虚会上，提出了“四项基本原则”，成为当时思想解放和言论自由的红线。而以真理标准大讨论为起点的民间思想解放运动或思想启蒙运动，被广泛誉为是中国大陆继“五四运动”之后，中国大陆的一次“新启蒙运动”，贯穿整个1980年代，为改革开放奠基。
1980年9月，华国锋不再兼任国务院总理职务，由改革派领导人赵紫阳接任。1981年6月，中共十一届六中全会作出了《关于建国以来党的若干历史问题的决议》，全面否定文化大革命，中共官方认为这标志着指导思想上拨乱反正任务的基本完成，也标志着真理标准问题讨论的结束。会上，华国锋辞去中共中央主席、中共中央军委主席的职务，分别由胡耀邦、邓小平接任。